# Comunitatea Autonomă a Țării Basce

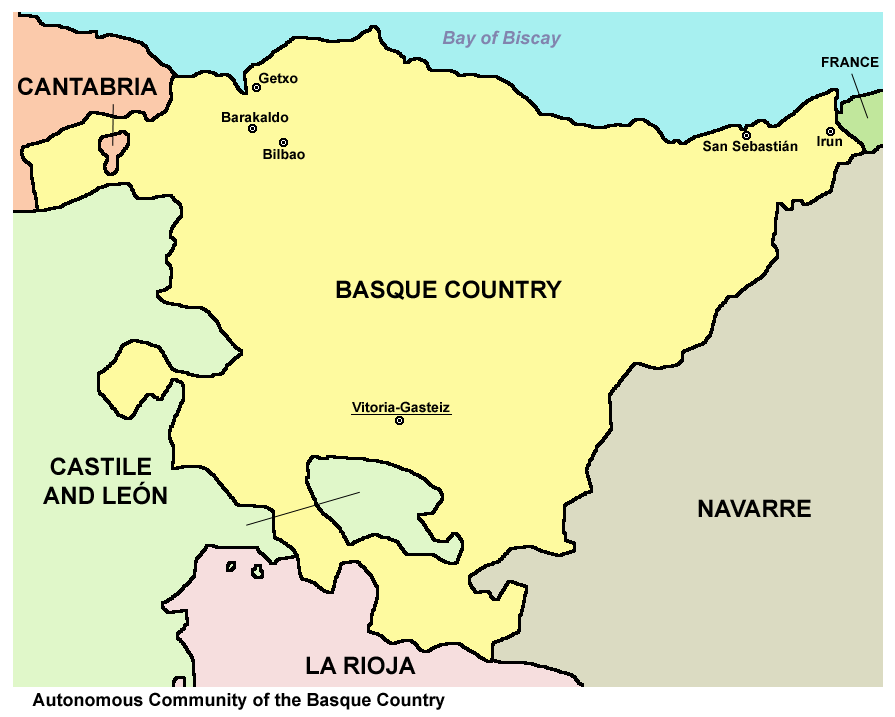

Comunitatea Autonomă a Țării Basce (în spaniolă Comunidad Autónoma del País Vasco, în bască Euskal Autonomia Erkidegoa / Euskadi, uneori numită și comunitatea autonomă bască, colocvial Provincias Vascongadas) este o comunitate autonomă din Spania. Capitala ei este Vitoria (în bască Gasteiz).

## Împărțire administrativă
Țara Bascilor include următoarele teritorii istorice, care sunt echivalente cu provinciile Spaniei (diviziuni administrative spaniole): 
- Álava (denumirea oficială în spaniolă; în bască Araba), capitala Vitoria (în bască Gasteiz)
- Bizkaia (denumirea oficială în bască și în spaniolă; numele comun în spaniolă Vizcaya), capitala Bilbao (în bască Bilbo)
- Gipuzkoa (denumirea oficială în bască și în spaniolă; numele comun în spaniolă Guipúzcoa), capitala San Sebastián (în bască Donostia).

Aceasta regiune are 251 municipii, dintre care 51 se află în Álava, 88 în Guipúzcoa și 112 în Vizcaya.

## Limbi vorbite
În Țara Bascilor se vorbește atât limba spaniolă, cât și limba bască, ultima fiind limba maternă în această regiune. Limba bască se deosebește de spaniolă prin faptul că nu este indo-europeană și nu are nicio relație lingvistică cu limbile romanice. Potrivit recensământului din 2001, 32,2% din populația Țării Bascilor vorbesc două limbi (spaniolă și bască); 49,6% - vorbesc doar spaniolă; și 18,2% - cunosc basca, dar vorbesc spaniola, deoarece întâmpină greutăți în vorbirea limbii basce.